# Blanche Sabbah

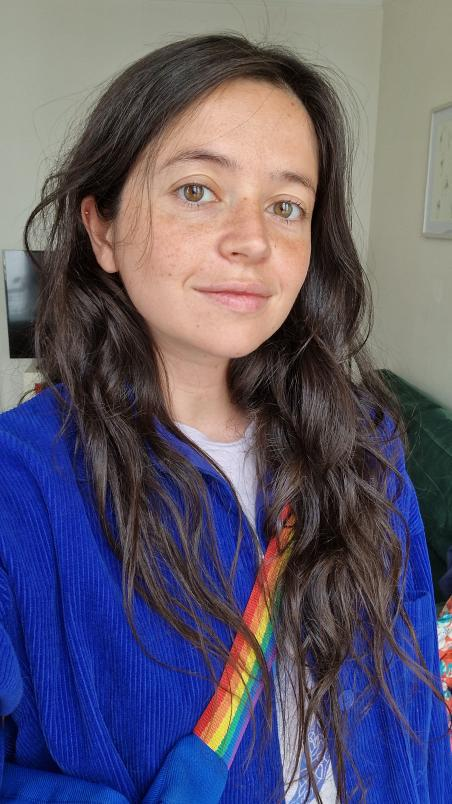
Blanche Sabbah, 2023

Blanche Sabbah (* 1995 in Paris) ist eine französische Comicautorin und Aktivistin für Feminismus und Klimaschutz.

## Leben
Blanche Sabbah zeichnet seit ihrer Kindheit und wächst mit einem Vater auf, der ein Fan von Comics ist. Sie besuchte die Académie de bande desssinée Delcourt in Paris. Anschließend absolvierte sie ein Bachelor Lettres et Arts, gefolgt von einem Master 1 Lettres, Arts et pensée contemporaine an der Universität Paris VII und einem Master 2 Kunst und Soziologie an der École des hautes études en sciences sociales (EHESS). Während ihres letzten Studienjahres in Paris schloss sie sich einem Kollektiv an, das Collagen gegen Feminizide erstellt. Sie absolvierte 2018 ein Erasmusstudium in Madrid und entdeckte dort den spanischen Feminismus.
Blanche Sabbah stellte im März 2020 in der Sister's Factory aus. Ziel der Ausstellung war es, die Schwesternschaft der Frauen in der Moderne hervorzuheben.
2021 veröffentlichte Blanche Sabbah ihren ersten Comic: Marinette. Das Drehbuch stammt von der Komikerin, Schauspielerin und Regisseurin Marie Papillon und behandelt Themen wie Einwilligung, Homosexualität oder Rassismus, so dass man mit seinem Kind darüber sprechen kann.
Ab 2022 veröffentlichte Blanche Sabbah mehrere engagierte feministische Comics. Zusammen mit Eve Cambreleng schrieb sie den Comic Nos Mutineries: réponses imparables aux idées reçues sur le féminisme (Unsere Meutereien: unaufhaltsame Antworten auf die gängigen Ideen über den Feminismus). Dieser pädagogische Comic nimmt in einem Dutzend Kapiteln die antifeministischen Argumente auseinander. Im selben Jahr veröffentlichte Blanche Sabbah ihren ersten Comic als Zeichnerin und Drehbuchautorin: Mythes & Meufs. Der Comic wurde ab Januar 2021 in Form von Strips auf dem Instagram-Account von Mâtin quel journal  veröffentlicht und erschien 2022 in gedruckter Form. Mythes & Meufs ist eine feministische Neuinterpretation der stereotypen Frauenfiguren, die die Mythen, Märchen und Legenden unserer Kindheit bevölkern und die üblicherweise aus einer patriarchalischen Perspektive erzählt werden.
Im August 2023 veröffentlichte Blanche Sabbah den Comic Histoire de France au féminin, dessen Drehbuch von der Historikerin Sandrine Mirza verfasst wurde. Der Comic ist für Kinder ab der Mittelstufe zugänglich und soll den Frauen ihren Platz in der französischen Geschichte von der Vorgeschichte bis heute zurückgeben.

## Werke
- Marie Papillon, Blanche Sabbah: Marinette. Hachette Pratique, Paris 2021, ISBN 978-2-01-710129-1 (französisch).
- Blanche Sabbah, Eve Cambreleng: Nos Mutineries. Mango, Paris 2022, ISBN 978-2-317-03374-2 (französisch).
- Blanche Sabbah: Mythes & Meufs. Dargaud, Paris 2022, ISBN 978-2-205-20418-6 (französisch).
- Blanche Sabbah, Sandrine Mirza: Histoire de France au féminin. Casterman, Paris 2023, ISBN 978-2-203-23553-3 (französisch).
- Blanche Sabbah: Mythes & Meufs 2. Dargaud, Paris 2023, ISBN 978-2-205-20821-4 (französisch).

## Ausstellungen
- La Nuit remue Paris, Sister's factory, März 2020